# Jaborowice (przystanek kolejowy)
Jaborowice – dawna stacja kolejowa położona we wsi Zakrzów.

## Historia
Stacja Jaborowice przed 1945 rokiem nosiła nazwę Holderfelde. Od 1898 roku do 1986 roku istniała jako stacja pasażerska, od 1986 roku do 2004 przystanek osobowy, a po 2004 roku linia została zamknięta i następnie zlikwidowana.